# Kamboni
Kamboni (ook: Chiambone, Chiamboni, Kaambooni, Kiamboni, Kiyambooni, Raas Jumbo, Raas-Kaambooni) is een stadje in het District Badhaadhe in de regio Neder-Juba, (Jubaland), in het uiterste zuidpuntje van Somalië.

Het stadje ligt op een korte landengte die uitsteekt in de Indische Oceaan en wordt geregeld per abuis Ras Kamboni genoemd naar Kaap Kamboni (kaap = Ras) die minder dan 1 km van het stadje ligt. Kamboni ligt 2 à 3 km van de grens met Kenia.